# شاه علم (سياسي)
شاه علم (بالإنجليزية: Shah Alam)‏ هو سياسي هندي، ولد في 1 يونيو 1973 في الهند. حزبياً، نشط في Bahujan Samaj Party ‏.